# 两不愁三保障
两不愁三保障，是中华人民共和国十三五期间脱贫攻坚的总目标。

## 特点
“两不愁”即不愁吃、不愁穿；“三保障”即义务教育、基本医疗、住房安全有保障。2011年11月，中共中央总书记、国家主席、中央军委主席胡锦涛在北京召开了中央扶贫开发工作会议，部署了十年扶贫开发工作，明确指出到2020年稳定实现扶贫对象不愁吃、不愁穿，保障其义务教育、基本医疗、住房，是中央确定的目标。同年12月中共中央、国务院印发了《中国农村扶贫开发纲要（2011－2020年）》（简称《扶贫开发纲要》），“两不愁三保障”针对贫困群众，作为2020年实现全面小康社会的目标组成部分。
在《2019年中华人民共和国国务院政府工作报告》中，中华人民共和国总理李克强称“2019年打好精准脱贫攻坚战。重点解决实现“两不愁三保障”面临的突出问题，加大“三区三州”等深度贫困地区脱贫攻坚力度。”2019年4月15日至17日，习近平在重庆考察，并在4月16日下午主持召开解决“两不愁三保障”突出问题座谈会，旨在研究解决突出问题。

## 相关
- 脱贫攻坚战